# 7454 Kevinrighter
7454 Kevinrighter este un asteroid din centura principală, descoperit pe 2 martie 1981, de Schelte Bus.